# Stötpoker
Stötpoker (engelska stud poker eller stud) är ett samlingsnamn för en grupp av pokerspel där deltagarna tilldelas både öppna och slutna kort, några i taget efter ett bestämt mönster. Inga gemensamma kort förekommer. Efter varje utdelning hålls en satsningsrunda. Antalet satsningsrundor varierar mellan de olika spelen. Även regler för ante och mörkar varierar, liksom vilken typ av rangordning av händer som gäller (hög, låg eller hög-låg). De populäraste variantarna av stötpoker är sjustöt (Seven Card Stud), femstöt (Five Card Stud) och razz. 